# 브라이턴 샤비노
브라이턴 샤비노(영어: Brighton Sharbino, 2002년 8월 19일 ~ )는 미국의 배우이다. 드라마 《워킹 데드》 시즌4에서 리지 역으로 출연하였다. 언니 색슨 샤비노 또한 배우이다.

## 출연 작품
- 비치
- 어반 컨츄리
- 생존: 두 개의 세계
- 어쌔신 프리스트 벡맨 - 타비사 역